# Simulium brevilabrum
Simulium brevilabrum är en tvåvingeart som beskrevs av Takaoka 2006. Simulium brevilabrum ingår i släktet Simulium och familjen knott. Inga underarter finns listade i Catalogue of Life.